# Jim Cooper (Politiker)

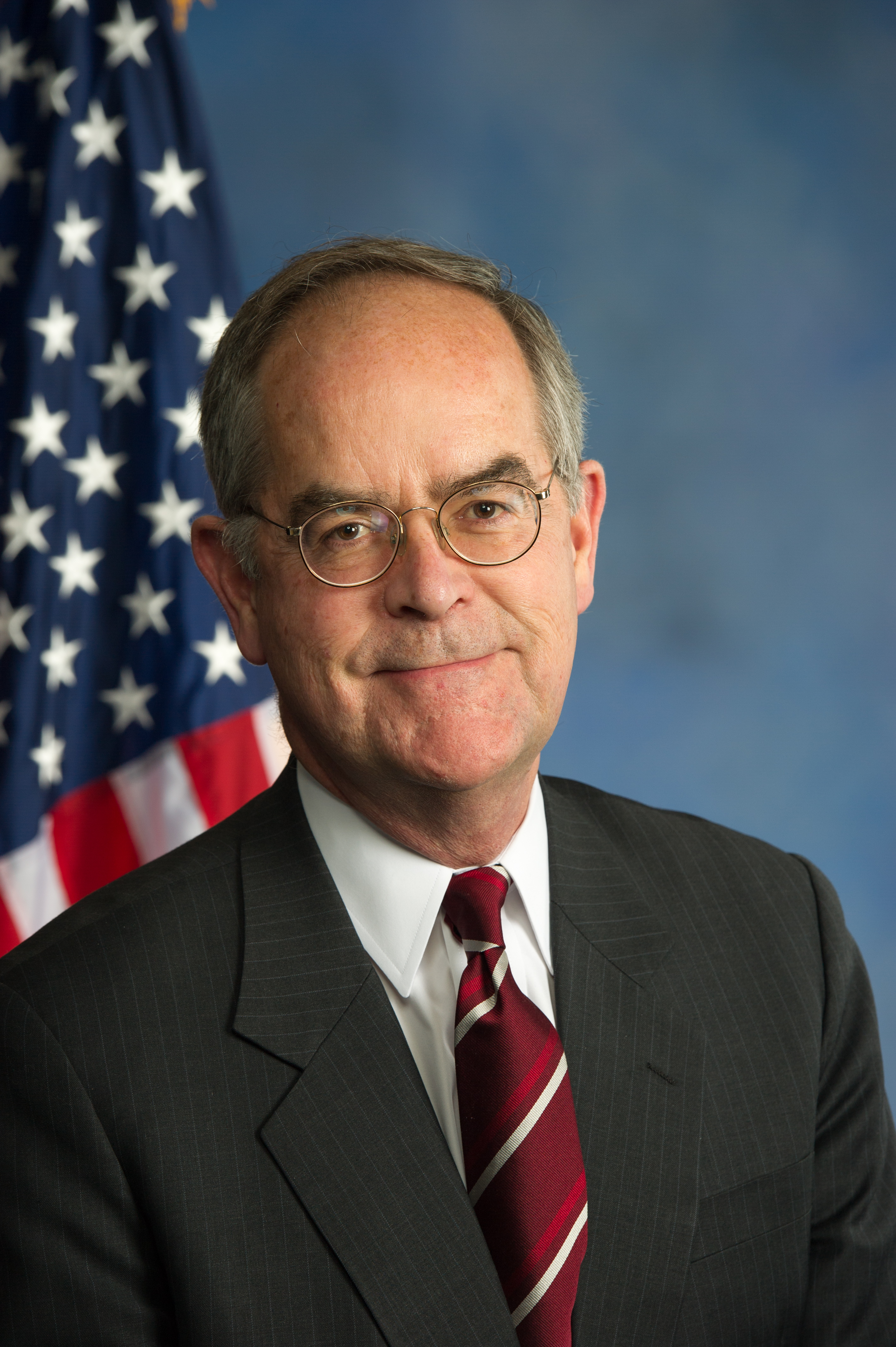
Jim Cooper (2013)

James Hayes Shofner „Jim“ Cooper (* 19. Juni 1954 in Nashville, Tennessee) ist ein US-amerikanischer Politiker der Demokratischen Partei. Von 1983 bis 1995 saß er für den vierten Wahlbezirk von Tennessee im US-Repräsentantenhaus; von 2003 bis 2023 vertrat er dort den fünften Distrikt dieses Bundesstaates.

## Familie, Ausbildung und Beruf
Jim Cooper ist ein Sohn des früheren Gouverneurs Prentice Cooper (1895–1969). Bis 1972 besuchte er die Groton School in Massachusetts. Anschließend studierte er bis 1975 an der University of North Carolina in Chapel Hill Geschichte und Wirtschaftslehre, was er mit einem Bachelor of Arts abschloss. Darauf folgte bis 1977 ein Studium an der Universität Oxford in England, wo er unter anderem politische Wissenschaft studierte und einen Master of Arts erlangte. Nach einem anschließenden Jurastudium an der Harvard University bis zum Jahr 1980, mit erfolgreichem Abschluss als Juris Doctor (J.D.) und seiner Zulassung als Rechtsanwalt, begann er in seinem neuen Beruf zu arbeiten. Zeitweise lehrte er danach auch an der Vanderbilt University in Nashville.
Jim Cooper war seit 1985 bis zu ihrem Tod 2021 mit Martha Bryan Hays verheiratet, mit der er drei Kinder hat.

## Politische Laufbahn

### Erste Periode im Repräsentantenhaus
Bei der Wahl 1982 wurde er im vierten Kongresswahlbezirk Tennessees in das US-Repräsentantenhaus gewählt, wo er am 3. Januar 1983 die Nachfolge von Al Gore antrat. Nach fünf Wiederwahlen konnte er bis zum 3. Januar 1995 sechs Legislaturperioden im Kongress absolvieren.
1994 verzichtete er zu Gunsten einer Kandidatur für den Senat der Vereinigten Staaten darauf, für eine Wiederwahl im Repräsentantenhaus anzutreten und schied am 3. Januar 1995 aus dem Kongress aus. Bei der Nachwahl für den früheren Senatssitz des US-Vizepräsidenten Al Gore, der zeitgleich mit der allgemeinen Senatswahl im November 1994 stattfand, unterlag er dem für die Republikaner antretenden Schauspieler Fred Thompson. In den folgenden Jahren arbeitete Cooper als Investmentbanker.

### Zweite Amtszeit im Repräsentantenhaus
Bei der Wahl zum Repräsentantenhaus 2002 gelang ihm mit seinem Sieg im fünften Kongresswahlbezirk Tennessees, der hauptsächlich die Stadt Nashville umfasst, ein politisches Comeback. Am 3. Januar 2003 löste er im US-Repräsentantenhaus Bob Clement ab, den er bei der Wahl geschlagen hatte. Cooper wurde bei allen folgenden  neun Wahlen bis inklusive 2020 wiedergewählt; sein aktuelles Mandat läuft noch bis zum 3. Januar 2023. Vor der Wahl 2018 erregte im Oktober 2018 eine Unterstützungserklärung der Popmusikerin Taylor Swift für Cooper und den demokratischen Senatskandidaten Phil Bredesen Aufsehen. Swift hatte sich zuvor nicht zu Politik geäußert.
Mehrfach erhielt er vereinzelte Stimmen bei der Wahl zum Sprecher des Repräsentantenhauses von moderaten Demokraten, etwa von Gwen Graham im Januar 2015. Außerdem gehört er dem Congressional Arts Caucus an.
Im Januar 2022 gab Cooper bekannt, nicht erneut für eine Wiederwahl kandidieren zu wollen. Er begründete diesen Schritt unter anderem damit, dass sein bisheriger fünfter Wahlbezirk durch einen Neuzuschnitt (Gerrymandering) des republikanischen Gouverneurs von Tennessee, William Byron „Bill“ Lee, auf drei bisher stark republikanische Distrikte aufgeteilt wurde. Auch wenn dies gerichtlich angefochten wird, sah er für sich keinen Weg einen der nun drei Distrikte Nashville's zu gewinnen. Als demokratische Nachfolgerin für den fünften Wahlbezirk bewarb sich die Senatorin von Tennessee, Heidi Campbell. Sie unterlag dem Republikaner Andy Ogles, der damit die Nachfolge von Cooper antrat.

### Ausschüsse
Cooper war zuletzt Mitglied in folgenden Ausschüssen des Repräsentantenhauses:
- Committee on Armed Services
  - Intelligence and Special Operations
  - Seapower and Projection Forces
  - Strategic Forces (Vorsitz)
- Committee on Oversight and Reform
  - Environment
- Committee on the Budget
- Permanent Select Committee on Intelligence
  - Intelligence Modernization and Readiness
  - Strategic Technologies and Advanced Research

### Positionen
Cooper gilt innerhalb der Demokratischen Partei als konservativer Zentrist, der zwar meist auf der Linie seiner Partei abstimmt, sich aber insbesondere in der Fiskalpolitik häufiger den Republikanern angeschlossen hat. So stimmte er gegen Sondermittel für Opfer des Hurrikan Sandy und zeigte sich skeptisch gegenüber der großen Gesundheitsreform Obamacare. Dem Blue Dog wird ein vorsichtiger, deliberativer und faktenorientierter Politikstil bescheinigt.